# Kronobergaren
Kronobergaren var en socialdemokratisk dagstidning i A-Pressen som utgavs i Växjö. Den grundades 9 juni 1934 och lades ner 22 oktober 1993. Idag ingår dess efterträdare i Växjöbladet Kronobergaren. 

## Historia
Tidningen startade med två provnummer i juni 1934. Tidningen redigerades hela sin utgivningstid i Växjö. Tidningens titel har varierat men alltid innehållit Kronobergaren. Det var första officiella titeln. Sista titeln var Nya / KB / Kronobergaren. Förlaget hette först Tryckeriföreningen Kronoberg u.p.a, sedan Tryckeriaktiebolaget Kronoberg. 1986 tog Kommanditbolaget A-Pressen aktiebolag & Co över. När A-pressen gick i konkurs 1990 tog Aktiebolaget Kronobergaren över och de två sista åren stod Länstidningen Växjöbladet aktiebolag för förlagstjänsten.
Organisationsanknytning var till 1990 Arbetarpartiet Socialdemokraterna. Det var också tidningen politiska tendens till den slutliga nedläggningen 1993. 
1934 kostade tidning 7 kr, 1960 34 kr och 1986 720 kr. Sista nummer som sexdagarstidning utkommer 1986-12-09 därefter skulle tidningen utkomma en gång per vecka, men första nr är daterat 1987-01-09. Priset för tidningen sjönk till 145 kr 1987. 
1934 till 1946 är tidningen tredagars tidning, 1946 till 1971 är tidningen fyradagarstidning och 1971-1986 är den sexdagarstidning till den 1987 blir endagarstidning till sin slutliga nedläggning 1993.
| Period                 | Ansvarig utgivare        | Titel            | Period                 | Redaktör         |
| 1934-02-12--1934-05-11 | Blomquist, Josef Herman  | lokomotivföraren | 1934-06-09--1944-11-30 | Johansson, Anton |
| 1934-05-12--1944-12-06 | Johansson, Anton Martin  | redaktören       | 1944-12-02--1954-10-14 | Lantz, Karl      |
| 1944-12-07--1954-11-01 | Lantz, Karl Ernest       |                  | 1954-10-16--1981-04-01 | Staav, Agne      |
| 1954-11-02--1970-04-19 | Staav, Agne Henning Rolf |                  | 1977-10-01--1981-07-30 | Olovsson, Hans   |
| 1970-04-20--1976-02-03 | Petersson, Folke Lennart |                  | 1981-05-05--1986-08-04 | Sandell, Anita   |
| 1976-02-04--1977-09-14 | Gustafsson, Bertil       |                  | 1986-08-05--1986-12-09 | Carlström, Bengt |
| 1977-09-15--1981-07-27 | Olovsson, Hans           |                  | 1987-01-09--1987-10-29 | Lindahl, Brith   |
| 1981-07-28--1986-08-04 | Sandell, Anita           |                  | 1987-11-05--1988-01-21 | Midholt, Birger  |
| 1986-08-05--1987-01-07 | Carlström, Bengt O.      |                  | 1988-01-28--1990-06-28 | Jansson, Kjell   |
| 1987-01-08--1987-11-02 | Lindahl, Brith           |                  | 1990-07-05--1990-08-30 | Bunnstad, Per    |
| 1987-11-03--1988-01-27 | Midholt, Birger          |                  | 1990-09-06--1991-11-08 | Velle, Anna-Lena |
| 1988-01-28--1990-07-03 | Jansson, Kjell           |                  | 1991-11-15--1993-10-22 | Jansson, Kjell   |
| 1990-07-04--1990-10-31 | Bunnstad, Per            |                  |                        |                  |
| 1990-11-01--1991-11-17 | Velle, Anna-Lena         |                  |                        |                  |
| 1991-11-18--1992-02-24 | Olovsson, Hans           |                  |                        |                  |
| 1992-02-25--1992-12-13 | Gustavsson, Stefan       |                  |                        |                  |
| 1992-12-14--1993-10-22 | Edquist, Lars            |                  |                        |                  |

## Tryckning
Tidningen trycktes till 1950 i svart. 1950 till 1977 med två färger, 1977 med tre färger och från 1978 i fyrfärgstryck. Sidantalet varierade från 8 till 40. Fler sidor i slutet av utgivningsperioden. Tryckeriutrustning 1950-01-01--1950-12-31 24-sidig press med färgverk. Typsnitt antikva. Upplagan var 1942 4900 ex, 1960 10000 ex, 1980 13000 ex och 1990 9000 ex för att sista året ha krympt ihop till 4000 ex.
| Period                 | Tryckeri                           | Ort       |
| 1934-06-09--1948-10-05 | Kronobergarens tryckeri            | Växjö     |
| 1948-10-07--1984-09-11 | Tryckeriaktiebolaget Kronoberg     | Växjö     |
| 1984-09-12--1990-08-16 | Tryckeriaktiebolaget Östra Småland | Kalmar    |
| 1990-08-23--1990-10-25 | Kreativ reklam                     | Jönköping |
| 1990-11-01--1991-07-19 | Finnvedens tryckeriaktiebolag      | Rydaholm  |
| 1991-07-26--1991-07-26 | Kreativ reklam aktiebolag          | Jönköping |
| 1991-08-02--1991-11-08 | Finnvedens tryckeriaktiebolag      | Rydaholm  |
| 1991-11-15--1993-10-22 | Aktiebolaget Smålänningen          | Ljungby   |